# Nikolčice
Nikolčice är en ort i Tjeckien.   Den ligger i regionen Södra Mähren, i den sydöstra delen av landet, 210 km sydost om huvudstaden Prag. Nikolčice ligger 261 meter över havet och antalet invånare är 776.
Terrängen runt Nikolčice är platt. Runt Nikolčice är det ganska tätbefolkat, med 100 invånare per kvadratkilometer. Närmaste större samhälle är Hustopeče, 5,9 km söder om Nikolčice. Trakten runt Nikolčice består till största delen av jordbruksmark.